# 礼文駅
礼文駅（れぶんえき）は北海道虻田郡豊浦町字礼文華（れぶんげ）にある北海道旅客鉄道（JR北海道）室蘭本線の駅である。電報略号はレン。事務管理コードは▲140304。駅番号はH44。当駅から長万部方面は函館支社の管轄になる。

## 歴史

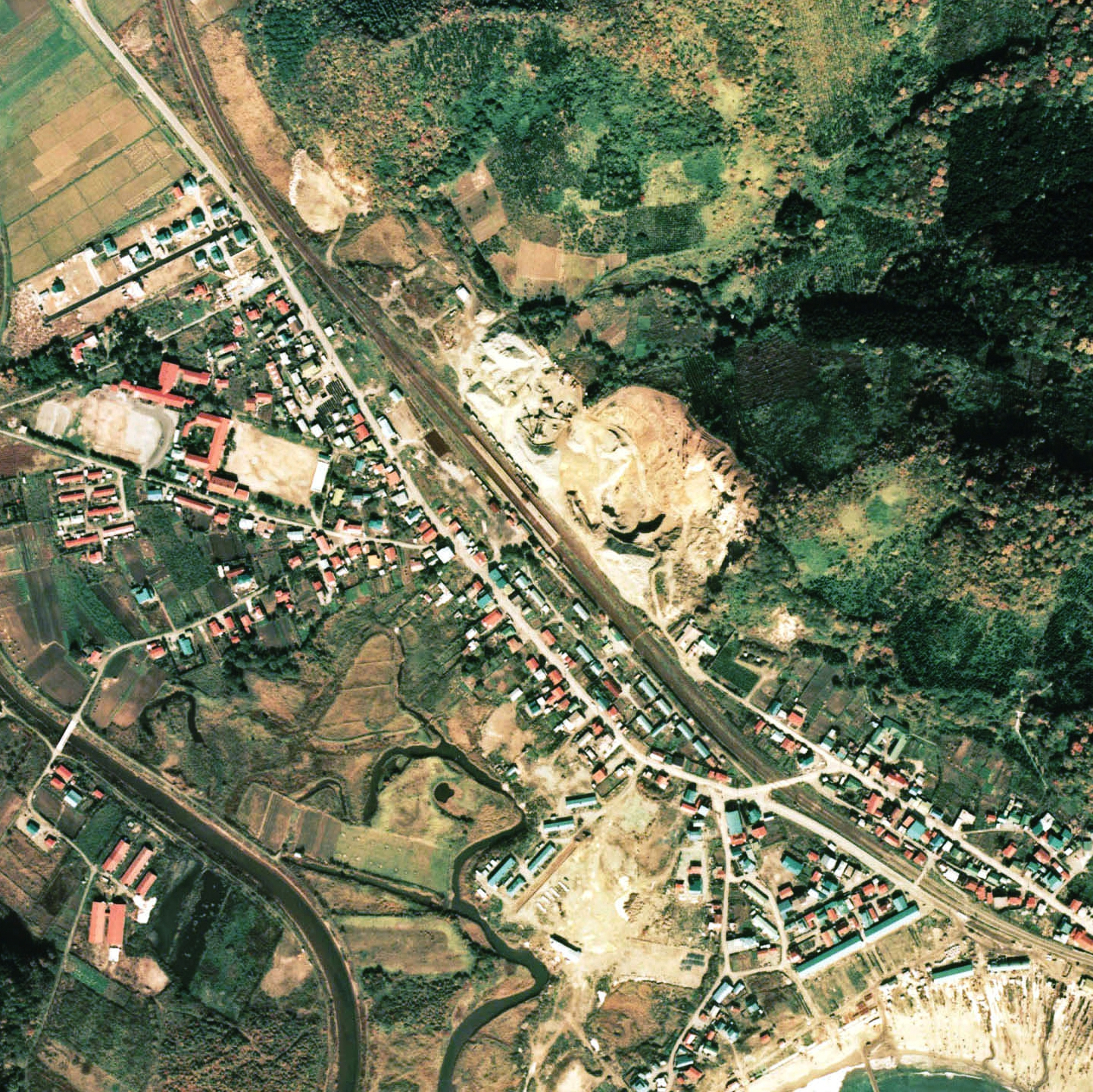
1976年の礼文駅と周囲約1km範囲。右下が東室蘭方面。単式と島式の複合ホーム2面3線、駅裏に2本の砂利線、駅舎横長万部側の貨物ホームへ引込み線を有している。
ここも隣の大岸駅同様に開設当初から長らく相対式ホーム2面2線で運用され、また駅裏の砂利線も東室蘭方からの2本の引込み線として当初より設置されていた。

- 1928年（昭和3年）9月10日：鉄道省長輪線静狩駅 - 伊達紋別駅間開通に伴い開業[4]。一般駅。
- 1931年（昭和6年）4月1日：長輪線を室蘭本線に編入、それに伴い同線の駅となる。
- 1980年（昭和55年）5月1日：貨物取扱い廃止[1]。
- 1984年（昭和59年）2月1日：荷物取扱い廃止[1]。
- 1986年（昭和61年）11月1日：無人[5]（簡易委託）化。
- 1987年（昭和62年）4月1日：国鉄分割民営化によりJR北海道に継承[1]。
- 1989年（平成元年）12月：駅舎改築。
- 時期不詳：簡易委託廃止、完全無人化。遅くとも1993年（平成5年）時点では簡易委託駅であった[2]。

### 駅名の由来
所在地名の「礼文華（れぶんげ）」を略したものである。
「礼文華」はアイヌ語に由来し、上原熊次郎による「レプンケㇷ゚（repun-ke-p）」に由来するとする解が有力である。これは「沖の（方へ）・削る・もの」すなわち「断崖」を意味し、現在の大岸地区のすぐ西の岬の名から出たとされている。
このほか、永田方正が「レプンケㇷ゚（rep-un-kep）」（沖へ流れ出る所）とする説、1973年（昭和48年）に国鉄北海道総局が発行した『北海道　駅名の起源』が「レプンケプ」（沖へ突き出ている所）とする説を紹介しているが、北海道が1999年（平成12年）に編纂した「アイヌ語地名リスト」において、この2説は疑わしいとされている。
2016年（平成28年）の留萌本線礼受駅の廃止以降、JRでは唯一「れ」から始まる駅となった。

## 駅構造
長万部駅管理の無人駅で、単式・島式複合型の2面3線を有する地上駅である。互いのホームは岩見沢方の構内踏切で連絡している。1993年（平成5年）時点では上りホーム（駅舎側）に長万部方から分岐した側線を1本、下りホームの外側にバラスト積出用の側線を2本有していた。
駅舎は線路の西側（岩見沢方面に向かって右側）に位置し、開業当初の駅舎は改築されサイディングが張られ出窓を有する一見住宅風の駅舎となった。駅舎内にトイレを有する。

### のりば
| 番線 | 路線      | 方向           | 行先             |
| ---- | --------- | -------------- | ---------------- |
| 1    | ■室蘭本線 | 上り           | 長万部方面       |
| 2    | ■室蘭本線 | （臨時ホーム） | （臨時ホーム）   |
| 3    | ■室蘭本線 | 下り           | 東室蘭・室蘭方面 |

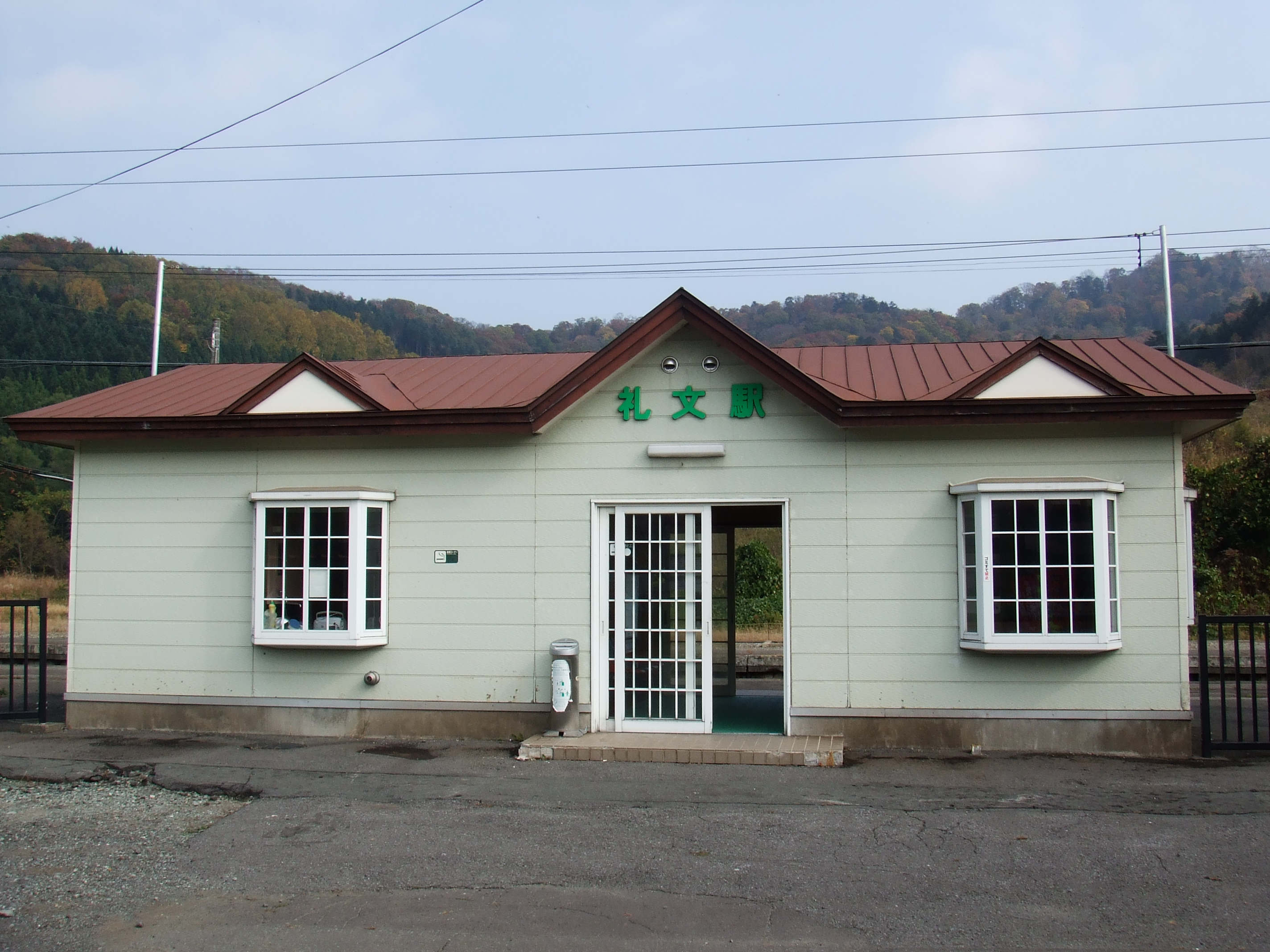
駅舎（2008年10月）
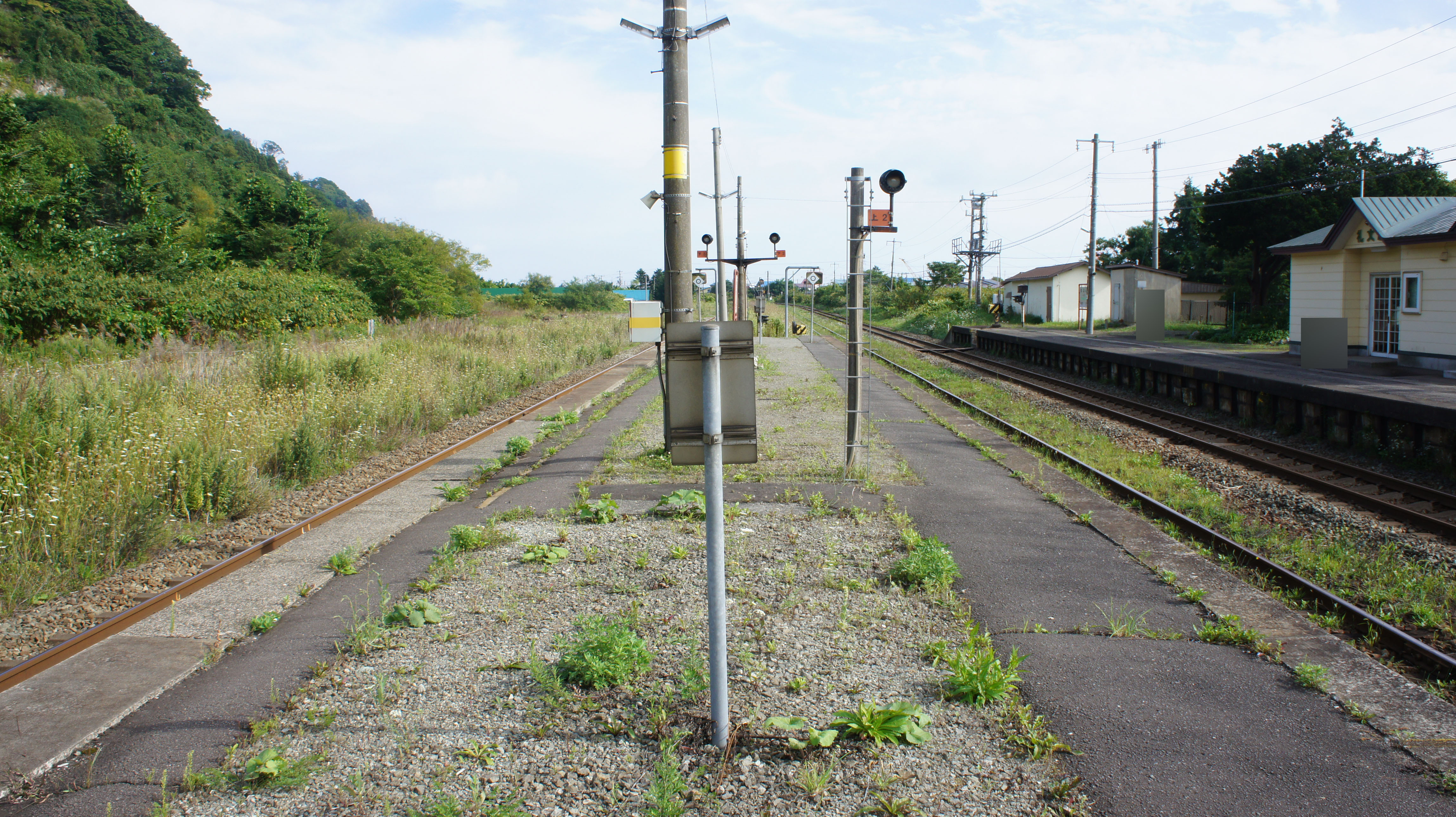
ホーム（2017年9月）
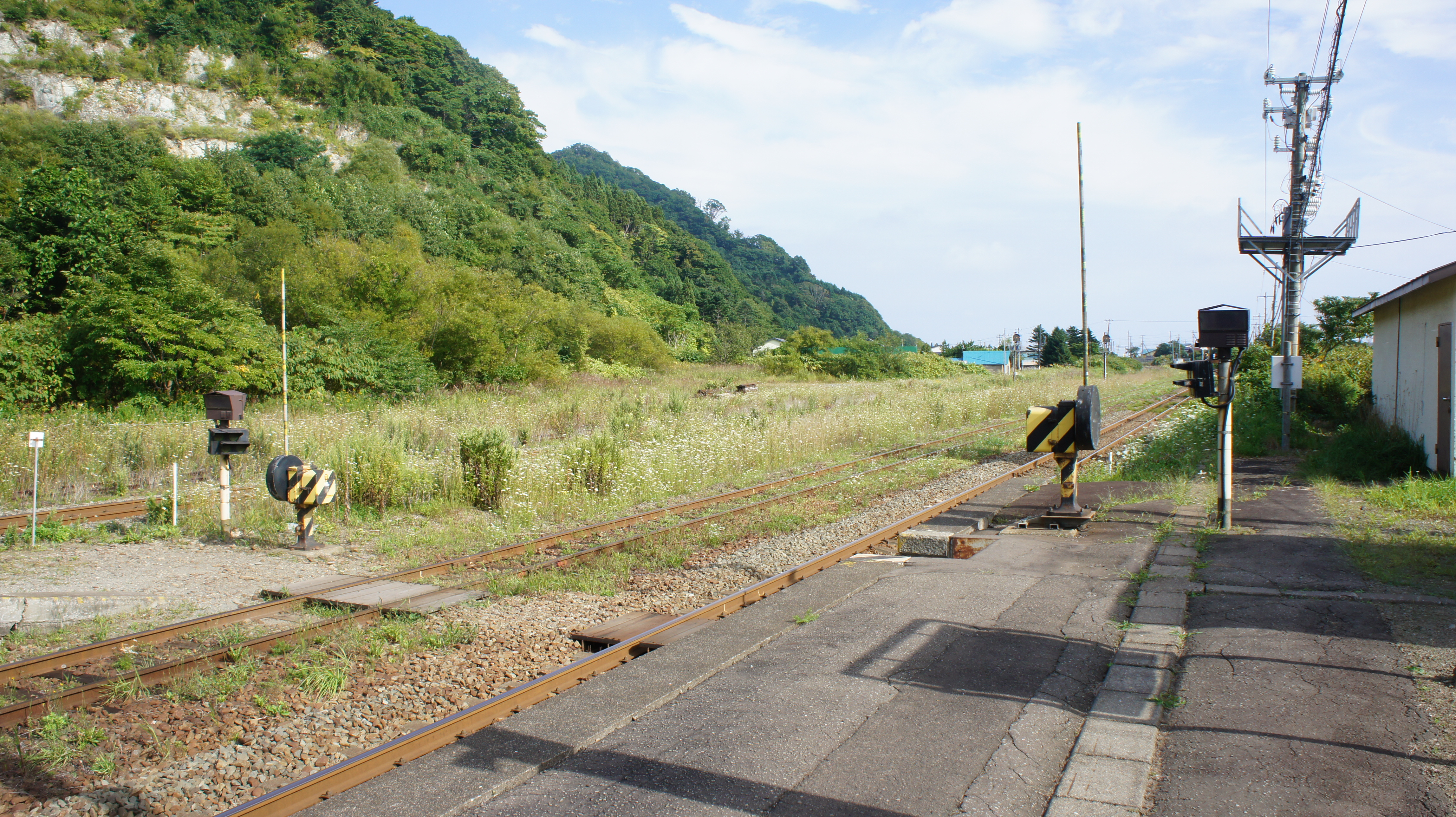
構内踏切（2017年9月）
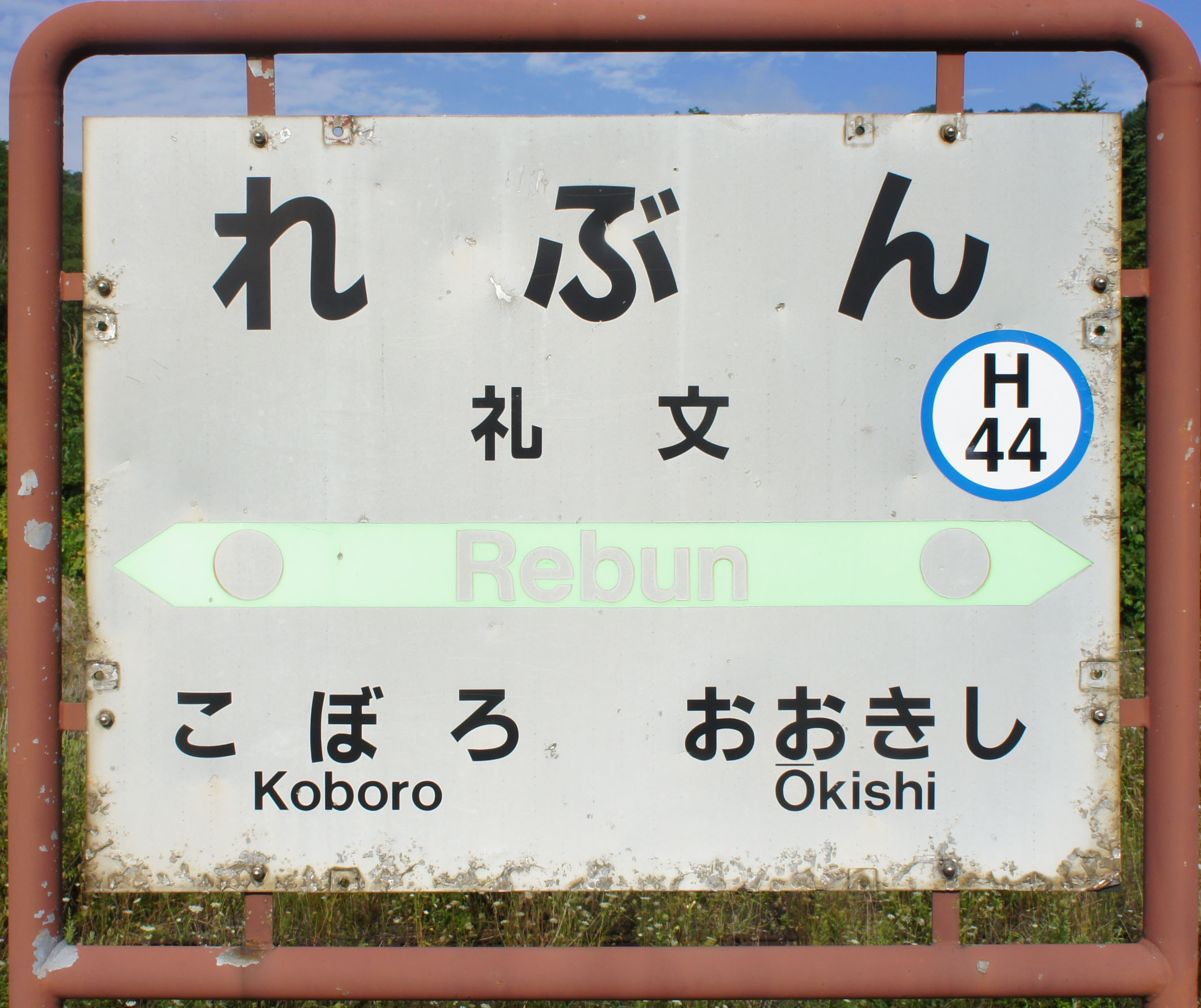
駅名標（2017年9月）

## 利用状況
乗車人員の推移は以下のとおり。年間の値のみ判明している年については、当該年度の日数で除した値を括弧書きで1日平均欄に示す。乗降人員のみが判明している場合は、1/2した値を括弧書きで記した。また、「JR調査」については、当該の年度を最終年とする過去5年間の各調査日における平均である。
| 年度               | 乗車人員 | 乗車人員 | 乗車人員     | 出典       | 備考               |
| 年度               | 年間     | 1日平均  | JR調査       | 出典       | 備考               |
| ------------------ | -------- | -------- | ------------ | ---------- | ------------------ |
| 1981年（昭和56年） |          | （61.5)  |              | [ 8 ]      | 1日乗降客数は123人 |
| 1992年（平成04年） |          | （20.0)  |              | [ 2 ]      | 1日乗降客数は40人  |
| 2015年（平成27年） |          |          | 「10名以上」 | [ JR北 1 ] |                    |
| 2018年（平成30年） |          |          | 「10名以下」 | [ JR北 2 ] |                    |
| 2019年（令和元年） |          |          | 「10名以下」 | [ JR北 3 ] |                    |
| 2020年（令和02年） |          |          | 「10名以下」 | [ JR北 4 ] |                    |
| 2021年（令和03年） |          |          | 「3名以下」  | [ JR北 5 ] |                    |
| 2022年（令和04年） |          |          | 「3名以下」  | [ JR北 6 ] |                    |

1日の平均乗降人員は以下の通りである。
| 乗降人員推移 | 乗降人員推移 |
| 年度         | 1日平均人数  |
| ------------ | ------------ |
| 2011         | 22           |
| 2012         | 12           |
| 2013         | 4            |
| 2014         | 4            |

## 駅周辺
- 豊浦町アイヌ文化情報発信施設イコリ（礼文華海浜公園キャンプ場）
- 北海道道608号大岸礼文停車場線・北海道道609号礼文停車場線
- 伊達警察署礼文華駐在所
- 礼文郵便局
- いぶり噴火湾漁業協同組合礼文出張所
- 内浦湾
- 豊浦町立礼文華小学校
- 礼文華川
- 礼文華海岸 - 奇岩で有名。
- 豊浦町営バス（旧国鉄バス羊蹄線）、豊浦町コミュニティバス「礼文華駅前」停留所[10]

## 隣の駅
北海道旅客鉄道（JR北海道）
■室蘭本線
静狩駅 (H46) - *小幌駅 (H45) - **（鳥伏信号場） - 礼文駅 (H44) - 大岸駅 (H43)
*:一部列車は小幌駅を通過する。
**:打消線は廃止信号場

#### JR北海道
1. ↑  “極端にご利用の少ない駅（3月26日現在）” (PDF). 平成28年度事業運営の最重点事項.   北海道旅客鉄道. p. 6 (2016年3月28日). 2018年2月18日閲覧。
2. ↑  “駅別乗車人員” (PDF). 全線区のご利用状況（地域交通を持続的に維持するために）.   北海道旅客鉄道. 2020年1月20日時点のオリジナルよりアーカイブ。2020年1月20日閲覧。
3. ↑  “駅別乗車人員” (PDF). 地域交通を持続的に維持するために > 全線区のご利用状況.   北海道旅客鉄道 (2020年10月30日). 2020年11月2日時点のオリジナルよりアーカイブ。2020年11月7日閲覧。
4. ↑  “駅別乗車人員” (PDF). 地域交通を持続的に維持するために > 全線区のご利用状況.   北海道旅客鉄道 (2021年9月30日). 2022年1月1日時点のオリジナルよりアーカイブ。2022年1月1日閲覧。
5. ↑  “駅別乗車人員” (PDF). 地域交通を持続的に維持するために > 全線区のご利用状況.   北海道旅客鉄道. 2022年10月9日時点のオリジナルよりアーカイブ。2022年10月9日閲覧。
6. ↑  “駅別乗車人員” (PDF). 地域交通を持続的に維持するために > 全線区のご利用状況.   北海道旅客鉄道 (2023年). 2023年9月26日時点のオリジナルよりアーカイブ。2023年9月26日閲覧。